# 野中英次
野中 英次（のなか えいじ、1965年2月21日 - ）は、日本の漫画家。東京都出身。男性。

## 経歴
1989年に投稿した『SUPER BASEBALL CLUB』が『ヤングマガジン増刊黒ブタルーキー号』に読み切りで掲載されデビュー。
翌1990年から1991年まで『ヤングマガジン海賊版』において同作品を連載する。5年のブランクを経て1996年から『ミスターマガジン』において『課長バカ一代』の連載を開始。2000年に同誌が休刊するまで掲載される長期連載となった。
同時期に『モーニング』で『ドリーム職人』、『しゃぼてん』を発表している。
『課長バカ一代』終了後、『週刊少年マガジン』に異動した担当編集に誘われ『魁!!クロマティ高校』の連載を開始し、同作品で2002年に第26回講談社漫画賞を受賞。アニメ化や実写映画化といった各種メディアミックスが展開されるヒット作となった。
その後2006年から2008年にかけて『週刊少年マガジン』で『未来町内会』を連載する。
並行して『イブニング』で『ハタキ』、『good!アフタヌーン』で『赤い空 白い海』を発表するが、いずれも途中で長期休載となり未完状態である。
2009年から『週刊少年マガジン』で原作のみを担当する形で『だぶるじぇい』の連載を開始（作画は亜桜まる）。
2011年には『クロマティ高校』以来のアニメ化を果たすが同年内に連載を終了している。
『赤い空 白い海』の長期休載以降は長らく作品を発表していなかったが、2018年に『マガジンポケット』にて『魁!!クロマティ高校』の続編『魁!!クロマティ高校職員室』を原作担当(作画は井野壱番)として7年ぶりの連載を開始した。

## 特徴

### ギャグ
シュールなギャグや「あるある話」を用いることが多い。また、画風を池上遼一の絵柄に似せているのも意図的なものであり、ギャグの1つである。なお池上は野中の絵柄が自分の作品に酷似している事については認識しており容認している。

### 「やる気のない漫画家」
野中は自分の漫画に対し極端に無関心で、キャラクターにも愛着などないと言う態度を示している。これは自分自身もギャグの演出としていると見ることもでき、読者を逆に食ったような独特の魅力を放っている。以下に具体例を挙げる。
- デビュー作となった『SUPER BASEBALL CLUB』は投稿作品として送られた際、原稿の約半分が下書き状態であった。
- 世の中で自分の漫画が高く評価され、ゲームやアニメ、果てには実写作品まで作られても、どうとも思わない（アニメが作られたと言うのに「見てないんだけど」とキッパリ言い切った[1]など）が、講談社漫画賞を受賞した際は初代受賞者が手塚治虫であった事を知り、光栄に思うどころか「自分が受賞したらマズい」と思った。
- 『魁!!クロマティ高校』の単行本のオマケコーナー・クロ高新聞、カバーでの編集者との会話でもやる気のなさをアピールしている。インタビューでは、主人公の神山やメカ沢に対して「むしろ壊したい」とまで発言したり、登場人物の多さを他人事のように苦言していた[2]。
- 『魁!!クロマティ高校』のコミックスのあとがきにて「まんが…あんまり好きじゃないんだけど」と発言している[3]。
- 「やる気がないので全くカラーを描こうとしない」ということにしており、たいていはデザイナーに作中のカットを寄せ集めたものを渡して単行本の表紙にしたり、あるときは若手漫画家「関口太郎」にデジタル彩色を頼んで、作者自身は原画だけ描くなどという行動にも出たことがある。
  - 単行本の担当がくだらない理由で遅刻した事に激怒し、仕方なく連載の担当編集者が作中のカットを使って単行本カバーを製作したこともある[4]。
  - また、無頓着な事から単行本のデザイナーがお遊びで、自身や動物などの写真を勝手にカバーに入れていたこともある（しかもその事を知った後も特にコメントなどはせず容認している）。
- よく過去の作品のキャラが姿や設定を変えて登場するが、それはスター・システムやファンサービスを意識しているわけではなく「使いまわし」だとする。
- 不定期で発表している短編『ラブのな』では、編集者と話し合いをする自分の分身「のなーえいじ」を登場させている。この分身は作者同様あまり人気はなく漫画に対しても強い思い入れはないが、『ドリーム職人』の山手川のような豪華な屋敷に住んでいる。基本的に増刊号などに掲載されているが、『魁!クロマティ高校』では本編の最中に突然登場した事がある。
- 『週刊少年マガジン』にて『魁!!クロマティ高校』の連載を開始した理由は「（当時のマガジンに）巻末コメントがなかったから」とし[5]、導入された後は「特にありません。」のコメントを連発した。
- 2006年38号の『マガジン』にて、『未来町内会』の連載を開始。今回は『マガジン』の巻末コメントに「頑張ります。」と意気込むコメントを残すものの[6]、その後は「特にありません」を連発し、再び広告を募集したり担当が代わりに書く事態に戻った。最終回では「初めてですが、これで最終回です」とコメントを残した[7]。
- 『週刊少年マガジン』2009年34号（同年8月23日発売）より原作者として『だぶるじぇい』の連載を開始したが、作画担当の亜桜まるとは一度も会ったことがないとのこと。
- 基本的に連載漫画の最終回では、ショートギャグ作品でも物語をまとめるような展開が多いが、これまでの連載作品では最終回でも普通の内容になっていた。それどころか掲載誌の休刊により終了となった『課長バカ一代』に至ってはこれまでの展開や描写を台無しにするような内容であった。そんな中で、『だぶるじぇい』は初めて物語をきちんと完結させた作品である。
- その一方、休載は『マガジン』の作家の中ではかなり少ない方である。

## エピソード
Mr.Childrenのメンバーは『クロマティ高校』を読んでおり『別冊カドカワ』にて彼らが特集されたときに読切作品『果てしない闇の向こうに』が掲載された（ただし、彼らを直接描いたのではなくミスチルと北島三郎を勘違いしていたという内容）。その後、メンバーは感謝の意味を込め、野中にサイン色紙を送っている。
同じ『マガジン』の連載漫画家である塀内夏子は、キャラクターのファン投票の葉書を送った事がある。
高橋留美子の『うる星やつら』完全版の企画で、主人公ラムのイラストを描いた。完全版の帯で野中は「本気度を見てもらうために、あえて資料を見ずに描いた」と述べている。
野中が自身の絵柄をパロディ化していると知人やスタッフから聞かされた池上遼一は、「自分の亜流が出てくるということは、それだけ自分の作品が認知されて有名になったということなので嬉しかった」と雑誌のインタビューで語るなど、池上からは公認されており、池上は『魁!!クロマティ高校』に登場するメカ沢新一と北斗武士を自ら描いたパネルを野中に贈っている。
『課長バカ一代』と『魁クロマティ高校』は連載終了後に小説化されている。

## 作品リスト

### 漫画
原作および作画
- SUPER BASEBALL CLUB（デビュー作、1989年、ヤングマガジン増刊黒ブタルーキー号掲載、1990年 - 1991年ヤングマガジン海賊版連載、全1巻）
- 課長バカ一代（1996年 - 2000年、ミスターマガジン連載、全7巻）
- ドリーム職人（1998年 - 2000年、モーニング連載、全3巻）
- しゃぼてん（2000年 - 2001年、モーニング連載、全1巻）
- 魁!!クロマティ高校（2000年 - 2006年、週刊少年マガジン連載、全17巻）
- 未来町内会（2006年 - 2008年、週刊少年マガジン連載、全4巻）
- ハタキ（2007年 - 、イブニング連載（休載中）、既刊2巻）
- 赤い空 白い海（2008年 - 、good!アフタヌーン連載（休載中）、既刊1巻）
- 最強!FANTAバンド伝説（協力:亜桜まる、2010年3月 - 7月 、週刊少年マガジン・講談社コミックプラス）※月一連載
- ラブのな（単行本オマケや増刊号などに不定期掲載）

原作のみ
- メカ沢くん（作画:ダイナミック太郎、2003年 - 2005年、コミックボンボン連載、全1巻）
- だぶるじぇい（作画:亜桜まる、2009年34号 - 2011年48号、週刊少年マガジン連載、全6巻）
- 魁!!クロマティ高校職員室（作画：井野壱番、2018年 -、マガジンポケット連載）

### イラスト
- 『小説 課長バカ一代 - THE NOVEL』（著：ベンジャミン野口）
- 『小説 魁!!クロマティ高校 - それから - 』（著：増本庄一郎）
- 『おバカな自分をおりこうに見せる技術』（著：内藤誼人）
- 『うぬぼれ刑事』（著：宮藤官九郎）

## アシスタント
- ダイナミック太郎